# Летяги (Славгородский район)
Летяги (бел. Ляцягі) — деревня в Славгородском районе Могилёвской области Белоруссии. Входит в состав Гиженского сельсовета.

## География
Географически деревня находится на севере Славгородского района на границе с Чаусским районом. Недалеко от Летяг протекает река Проня.

## История
В 1676 году упоминается как деревня в Оршанском повете ВКЛ.

## Разное
В деревне находится приход Свято-Покровской церкви Белорусской православной церкви Московского Патриархата.